# ألفونس دس دوتسون
ألفونس دس دوتسون (بالإنجليزية: Alphonse Dotson)‏ هو لاعب كرة قدم أمريكية أمريكي، ولد في 25 فبراير 1943 في هيوستن في الولايات المتحدة.